# Peter Greco
Peter Greco (Priverno, 19 luglio 1946) è un ex calciatore italiano naturalizzato canadese, di ruolo portiere.

## Biografia
Greco è nato in Italia da padre italiano e madre originaria di Filadelfia, in Pennsylvania. All'età di cinque anni si trasferisce a Montréal, in Canada, paese di cui prendenderà in seguito la cittadinanza.

## Carriera

### Club
Formatosi calcisticamente con la rappresentativa dell'YCAP di Montréal, giocò nella stagione 1966 in forza al Montréal International, club della Eastern Canada Professional Soccer League.
Successivamente Greco gioca in varie squadre della Columbia Britannica, vincendo con il Vancouver Columbus tre edizioni della Pacific Coast Soccer League.
Greco ha la sua prima esperienza professionistica nel 1968 in forza ai Vancouver Royals, società della neonata NASL, venendo però tagliato dalla rosa prima dell'inizio del torneo.
Torna al calcio professionistico nella stagione 1975, con cui dopo aver ottenuto il quarto posto nella Pacific Division, non riuscendo così ad accedere alla parte finale del torneo. Greco con i Whitecaps giocò anche nel campionato di indoor soccer.

### Nazionale
Naturalizzato canadese, Greco fu convocato sia nella nazionale olimpica canadese che in quella maggiore.
Con la nazionale maggiore gioca tre incontri nelle qualificazioni al campionato mondiale di calcio 1970, non superando il primo turno della zona CONCACAF.
Con la squadra olimpica partecipa nel 1967 al torneo calcistico dei V Giochi panamericani, giungendo al quarto posto finale, perdendo la finalina per il terzo posto contro Trinidad e Tobago.
Greco venne convocato anche per disputare l'edizione 1971, ove superò con i suoi la prima fase a gironi. Nel girone finale ottenne con la sua nazionale il quinto posto finale.

## Statistiche

### Cronologia presenze e reti in Nazionale
| Cronologia completa delle presenze e delle reti in nazionale ― Canada | Cronologia completa delle presenze e delle reti in nazionale ― Canada | Cronologia completa delle presenze e delle reti in nazionale ― Canada | Cronologia completa delle presenze e delle reti in nazionale ― Canada | Cronologia completa delle presenze e delle reti in nazionale ― Canada | Cronologia completa delle presenze e delle reti in nazionale ― Canada | Cronologia completa delle presenze e delle reti in nazionale ― Canada | Cronologia completa delle presenze e delle reti in nazionale ― Canada |
| Data                                                                  | Città                                                                 | In casa                                                               | Risultato                                                             | Ospiti                                                                | Competizione                                                          | Reti                                                                  | Note                                                                  |
| --------------------------------------------------------------------- | --------------------------------------------------------------------- | --------------------------------------------------------------------- | --------------------------------------------------------------------- | --------------------------------------------------------------------- | --------------------------------------------------------------------- | --------------------------------------------------------------------- | --------------------------------------------------------------------- |
| 6-10-1968                                                             | Toronto                                                               | Canada                                                                | 4 – 0                                                                 | Bermuda                                                               | Qual. Mondiali 1970                                                   | -                                                                     |                                                                       |
| 17-10-1968                                                            | Toronto                                                               | Canada                                                                | 4 – 2                                                                 | Stati Uniti                                                           | Qual. Mondiali 1970                                                   | -2                                                                    |                                                                       |
| 20-10-1968                                                            | Hamilton                                                              | Bermuda                                                               | 0 – 0                                                                 | Canada                                                                | Qual. Mondiali 1970                                                   | 0                                                                     |                                                                       |
| Totale                                                                |                                                                       | Presenze                                                              | 3                                                                     |                                                                       | Reti                                                                  | -2                                                                    |                                                                       |

## Palmarès
- PCSL: 3

Vancouver Columbus: 1968-1969, 1969-1970, 1970-1971